# Famiglia di Corleone
La famiglia di Corleone, chiamata anche famiglia Leggio, è una famiglia mafiosa originata nella città di Corleone, in Sicilia.
Fu leader della fazione all'interno di Cosa Nostra capeggiata da Totò Riina e, per oltre un decennio, fu la più potente famiglia mafiosa in Italia e nel mondo.
Nata come un gruppo di gabellotti e ladri di bestiame al servizio dei signorotti locali, la famiglia di Corleone divenne molto potente già negli anni '50, crescendo fino a soppiantare le famiglie palermitane negli anni '80, quando uscì vincitrice dalla seconda guerra di mafia (1981-1982).
Lo status di supremazia dentro cosa nostra durò per 10 anni, quando il regime sanguinario e anti-statale di Salvatore "Totò u Curtu" Riina portò nei primi anni '90 ad una dura repressione che portò la cosca alla disfatta, con molti membri in prigione al 41 bis.
Oggi la famiglia conta circa 70 "uomini d'onore", di cui molti in prigione, ed è a capo del mandamento di Corleone, che comprende diversi comuni dell'area metropolitana di Palermo.

## Storia

### Origini

Michele Navarra, dottore di Corleone e capofamiglia negli anni '40 e '50.

La famiglia ha origini all'inizio del '900, quando fu probabilmente fondata da Angelo Gagliano, parente di Tommaso Gagliano (che diventerà il boss dell'odierna famiglia Lucchese di New York), il quale fu accusato per il tentato omicidio nel 1910 e dell'uccisione avvenuta nel 1915, di Bernardino Verro, sindacalista leader dei Fasci Siciliani e sindaco di Corleone, dalla cui imputazione venne prosciolto nel 1928. Lo stesso Verro, per dare forza agli scioperi e per proteggere se stesso, divenne un membro della cosca di Corleone, chiamata dai suoi stessi membri i Fratuzzi (i Piccoli Fratelli). In un libro di memorie scritto molti anni più tardi, il sindacalista descrisse il rituale di iniziazione a cui fu sottoposto nella primavera del 1893 (che somigliava molto alla "punciuta" descritta tanti anni dopo dai "pentiti" di mafia):
Gagliano rimase al potere fino al 1930, quando fu assassinato.
A succedergli fu Calogero Lo Bue, padrino vecchio stampo che si dedicò principalmente ad attività quali contrabbando, estorsione e ricettazione. La sua leadership dovette anche affrontare la repressione fascista, che stava indebolendo le cosche del palermitano, anche se la famiglia di Corleone non fu particolarmente colpita.
Nel 1945, terminata la guerra, Angelo Di Carlo, nipote di Gagliano, ritornò dagli Stati Uniti dopo aver prestato servizio nei Marines, depose pacificamente Lo Bue, ritenuto "non adatto ai tempi", che si ritirò a vita privata. Di Carlo avrebbe mantenuto una forte influenza nella famiglia anche negli anni successivi, venendo anche considerato come il "capo anteriore".

### Era di Navarra
Di Carlo pose alla guida della famiglia il cugino Michele Navarra, rispettato dottore locale e "uomo d'onore". Navarra e Di Carlo ebbero anche una breve disputa con Vincenzo Collura noto come Mr. Vincent, ritornato anche lui dagli States, su chi avrebbe dovuto comandare la famiglia, ma Collura rinunciò in cambio della posizione di viceboss.
Dopo aver ottenuto il comando della cosca di Corleone, Navarra fece assassinare Liborio Ansalone, comandante dei vigili urbani locali che nel 1926 aveva collaborato con gli uomini del prefetto Cesare Mori per fare arrestare numerosi mafiosi a Corleone.
Navarra iniziò un regime di supremazia locale, prima prendendo il controllo dell'ospedale di Corleone, uccidendone il primario, probabilmente nel 1946, che all'epoca era Carmelo Nicolosi. In seguito Navarra iniziò a supportare già nel 1946 il Movimento Indipendentista Siciliano, per poi schierarsi con la Democrazia Cristiana nel 1948 e i suoi leader locali Calogero Volpe, Salvatore Aldisio e Bernardo Mattarella, facendovi confluire voti anche tramite il controllo delle imprese pubbliche, come l'Azienda Siciliana Trasporti, usata anche per altri fini illeciti.
Navarra iniziò anche un conflitto con gli esponenti del sindacalismo locale, come Placido Rizzotto, segretario della Camera del Lavoro di Corleone e leader socialista assassinato nel 1948. L'omicidio era dovuto anche al fatto che Rizzotto aveva osato appendere il suo pupillo Luciano Leggio all'inferriata della villa comunale.
Col tempo sarà proprio Leggio a diventare un problema per Navarra, poiché mentre questi desiderava mantenere la mafia un fenomeno rurale, Leggio voleva espanderla a fenomeno metropolitano, con agganci con i grandi politici nazionali, imprenditori e funzionari. In particolare, Navarra non tollerava le idee politiche di Leggio (che supportava il PLI locale), compromettendo i suoi rapporti con la DC, e il suo atteggiamento favorevole alla costruzione di una diga (per cui avrebbe preso l'appalto) che gli avrebbe fatto perdere il controllo dei pozzi.
Nel 1958 Navarra organizzò quindi l'eliminazione di Leggio, che però fu solo ferito da un commando. Saputo del fallimento, Navarra non fece in tempo a ritentare l'omicidio.
Il 2 agosto 1958, Navarra ed il suo giovane collega Giovanni Russo furono crivellati dai colpi di un mitra Thompson, mentre erano a bordo di una Fiat 1100.

### Era di Leggio

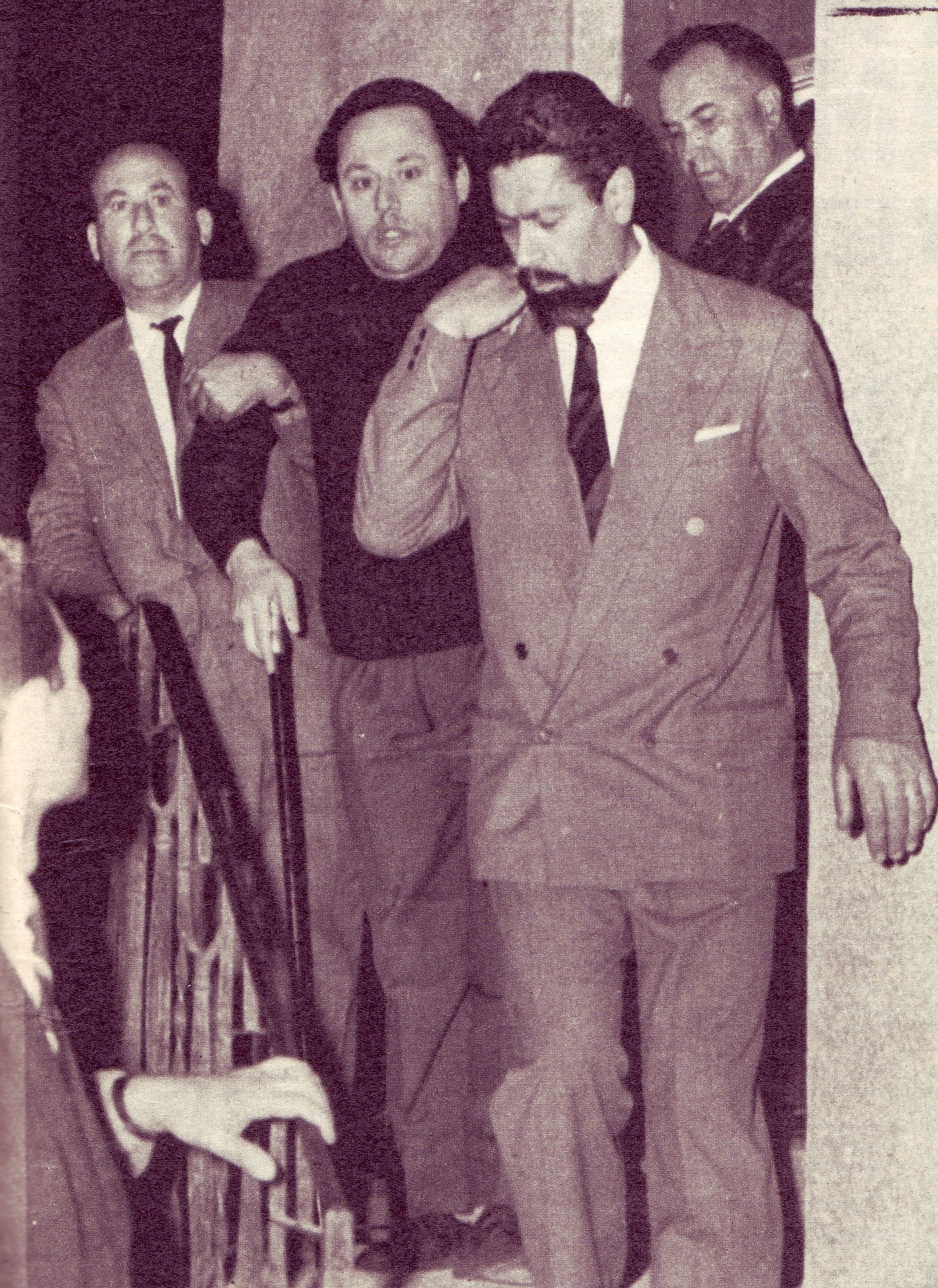
L'arresto nel maggio 1964 di Luciano Leggio.

Dopo la morte di Navarra, dentro la cosca di Corleone, Leggio iniziò ad avviare un'epurazione intestina. Il 6 settembre 1958 i killer di Leggio uccisero i 3 capidecina della famiglia, ossia Marco e Giovanni Marino e Pietro Maiuri, rei di essere stati troppo vicini a Navarra.
Nei mesi successivi ci furono diversi omicidi e casi di lupara bianca perpetrati da Leggio, che voleva "ripulire" la famiglia dalla vecchia guardia: uno dei pochi superstiti fu Angelo Di Carlo, che mantenne probabilmente il ruolo di consigliere  della cosca.
Contemporaneamente alle esecuzioni, la famiglia di Corleone mise i piedi anche a Palermo, poiché Leggio aveva acquistato un'officina meccanica e un garage, dove veniva macellata illegalmente la carne che veniva poi rivenduta evadendo il fisco. Inoltre Leggio strinse alleanza con le famiglie dei mafiosi Angelo La Barbera, Rosario Mancino, Vincenzo Rimi e Salvatore "Ciaschiteddu" Greco, con cui i rapporti si sarebbero compromessi già nei primi anni '60.
Sotto la guida di Leggio, la cosca visse i suoi anni d'oro, grazie anche ai lucrosi appalti truccati ed ai racket metropolitani su cui la cosca stava mettendo le mani.
Tuttavia, la guerra di mafia del 1963, in cui morirono anche dei poliziotti, scatenò un giro di vite su Cosa Nostra che portò all'arresto di Leggio il 14 maggio 1964, che venne processato per gli omicidi avvenuti a Corleone 6 anni prima. Durante l'arresto, le forze dell'ordine trovarono un catetere, che portò all'ammissione da parte di Leggio di soffrire del morbo di Pott.
Leggio fu però assolto durante il processo di Bari nel 1968, che vide invece la condanna dell'alleato Angelo La Barbera.
Nel 1970, la leadership di Leggio a Corleone divenne sempre più traballante, essendosi trasferito a Milano e venendo spesso rappresentato alla Commissione provinciale da Salvatore Riina, suo braccio destro.
A Milano, Leggio divenne coinvolto nei sequestri di persona, oltre che in estorsioni e strozzinaggio. Qui si legò anche a figure della 'Ndrangheta calabrese, come Domenico "Mico" Tripodo ed al suo vice Paolo De Stefano. Un altro socio "milanese" di Leggio era Lorenzo Nuvoletta, che era a capo di una famiglia mafiosa operante nel napoletano, come clan camorristico, ma che era anche una costola locale di Cosa Nostra, essendo Lorenzo ed i suoi fratelli "punciuti", ossia membri ufficiali della mafia siciliana.
Nel 1975, Leggio fu definitivamente condannato dal giudice Cesare Terranova all'ergastolo per l'omicidio di Michele Navarra, venendo incarcerato nel carcere di Nuoro. Leggio fu rimpiazzato da Totò Riina, che iniziò un regime sanguinario assieme a Bernardo Provenzano che terminò con le repressioni statali negli anni '90.

### Il regime terrorista di Riina

Foto segnaletica da giovane di Totò Riina.

Già in precedenza feroce sicario di Leggio, Riina divenne il suo successore quando Leggio fu confinato all'ergastolo in Sardegna. Anche se per un periodo Riina operò come reggente della cosca, questi era troppo ambizioso per restare sotto gli ordini di Leggio, da cui si staccò sempre di più.
Sotto Riina, se da un lato la famiglia di Corleone crebbe il proprio potere, venendo coinvolta nel narcotraffico internazionale e nell'estorsione ai grandi gruppi imprenditoriali, dall'altro iniziò la sua disfatta, poiché l'atteggiamento anti-statale e violento di Riina attirò le attenzioni dei media e delle autorità, che colpirono duramente la cosca e l'intera Cosa Nostra.
Spalleggiato dall'amico e consigliere Bernardo Provenzano, feroce quanto lui nelle esecuzioni, iniziò a pianificare la lenta ma decisa distruzione della "vecchia guardia" di Cosa Nostra: Giuseppe di Cristina da Riesi, Giuseppe Calderone da Catania, Gaetano Badalamenti da Cinisi, Stefano Bontate da Villagrazia e Salvatore Inzerillo da Passo di Rigano, insieme a tutti i loro alleati.
Riina ereditò i contatti con gli altri siciliani come Michele Greco, Benedetto Santapaola, Francesco Messina Denaro e Carmelo Colletti (con cui complottò le eliminazioni dei Badalamenti-Bontate-Inzerillo, formando la fazione dei Corleonesi) e si avvicinò inoltre ad altre fazioni fuori dalla Sicilia: i Tripodo di Reggio Calabria ed i Nuvoletta di Marano.
Il primo a cadere sotto i sicari di Riina fu Giuseppe Di Cristina, capofamiglia di Riesi, che nel 1978 fu ucciso a Palermo per aver informato i Carabinieri dei movimenti, della composizione e dell'organizzazione dei Corleonesi. Nel settembre successivo fu ammazzato dai sicari di Santapaola, su volere di Riina, il capomafia catanese Giuseppe Calderone, che era anche il segretario della Commissione. Nel 1981 si giunge ad un susseguirsi di omicidi, noti come "Seconda guerra di mafia", tra i Corleonesi e gli uomini dei Bontate-Inzerillo. Stefano Bontate (ucciso il giorno del suo 42º compleanno) e l'amico Salvatore Inzerillo vengono eliminati a 18 giorni di distanza l'uno dall'altro. Dopo i due omicidi (Bontate e Inzerillo), avvengono altri omicidi dei loro parenti stretti. Gli Inzerillo vengono eliminati uno ad uno ed i pochi sopravvissuti lasciano la Sicilia per fuggire a New York sotto la protezione dei parenti Gambino. Riina decise inoltre di uccidere i parenti di Tommaso Buscetta di Porta Nuova perché era legato ai Badalamenti-Inzerillo. Buscetta, che anni prima aveva già intuito le intenzioni di Riina e aveva provato a mettere in guardia gli altri boss, fuggì in Brasile dove venne arrestato nel 1984 e, come ritorsione verso Riina e i Corleonesi, divenne un collaboratore di giustizia. Le sue dichiarazioni a Giovanni Falcone portarono all'istituzione del cosiddetto Maxiprocesso, durato dal 1986 al 1987, che emise condanne a mafiosi di spicco alleati di Riina e Provenzano come Michele Greco, Giuseppe Calò, Benedetto Santapaola, Francesco Madonia, Bernardo Brusca e numerosi altri tra i quali Gaetano Badalamenti, così come i mafiosi americani coinvolti nella Pizza Connection, la rete di narcotraffico messa in piedi dalla mafia americana e quella siciliana tramite pizzerie in tutto il Nord America.
Vedendo indebolita la sua posizione, Riina perseguì nella sua strategia stragista con l'intenzione di porre fine all'apparato statale italiano in Sicilia, perpetrato con gli omicidi di uomini come Piersanti Mattarella, Carlo Alberto dalla Chiesa, Pio La Torre, i poliziotti giudiziari Beppe Montana e Ninni Cassarà. L'operato dei giudici continuò però fermamente con ancora più dure repressioni che portarono alla legge sulla confisca dei beni dei mafiosi, al carcere duro (il noto 41 bis) e all'invio di truppe militari in Sicilia. Riina dovette affrontare inoltre alcuni malumori interni alla famiglia di Corleone, in particolare quello di Bernardo Provenzano si contrariò con Riina per quelli omicidi eccellenti che attiravano l'attenzione contro Cosa Nostra e che preferisce ritornare Cosa Nostra ad essere la società segreta di prima. Questa intenzione di Provenzano trovò d'accordo diversi capimafia. L'apice della ferocia di Riina venne raggiunto con le bombe del 1992-1993, in cui morirono, tra gli altri, i magistrati Giovanni Falcone e Paolo Borsellino e venne danneggiato il patrimonio pubblico artistico.

### Era di Provenzano

Foto segnaletica di Bernardo Provenzano, eseguita dopo la cattura, l'11 aprile 2006.

Il 15 gennaio 1993 Riina fu arrestato e condannato a 23 ergastoli e contestualmente Provenzano assunse il comando della famiglia e si diede alla macchia rendendosi irreperibile anche per far tornare ad essere Cosa Nostra meno alla ribalta. A reggere la cosca per un breve periodo vi fu anche il cognato di Riina, Leoluca Bagarella, che venne però arrestato due anni dopo, il 24 giugno 1995. Bernardo Provenzano guidò la famiglia fino all'11 aprile del 2006, giorno del suo arresto avvenuto dopo una latitanza record di ben 43 anni. Provenzano verrà ricordato come l'ultimo boss della famiglia poiché verso metà degli anni '90 il clan dei Corleonesi si era avviato via via ad un forte declino dato, in particolare, dall'arresto di Riina, che dopo essere subentrato a Michele Greco alla guida della Commissione lasciò vacante questa carica. La Commissione non ebbe più un segretario, ma solo dei capi informali, tra cui Matteo Messina Denaro.

### Stato attuale
Dopo l'azzeramento dei membri di spicco nel 1993, che aveva portato anche alla scomparsa dei "Corleonesi", e l'arresto di Provenzano nel 2006, la cosca di Corleone perse i suoi poteri e terminò quasi completamente le sue attività e i suoi traffici. Dopo l'arresto di Riina la famiglia di Corleone perse influenza a Palermo, mantenendo il controllo solo dell'area meridionale della Provincia. Ad oggi si stima abbia circa 70 "uomini d'onore", molti dei quali in prigione e anziani. L'ultimo capofamiglia di cui si hanno informazioni sarebbe stato Rosario Lo Bue, almeno fino al suo arresto avvenuto nel 2015.

## Leadership storica

### Capofamiglia (ufficiale e reggente)
- c. 1900-1930 — Angelo Gagliano — assassinato nel 1930.
- 1930-1945 — Calogero Lo Bue — rimosso e ritiratosi nel 1945.
- 1945-1958 — Michele "Il Padre nostro" Navarra — assassinato il 2 agosto 1958.
- 1958-1974 — Luciano "Lucianeddu" Leggio — imprigionato nel 1964-1971 e 1974-1993, degradato a consigliere nel 1974.
  - Reggente 1964-1971 — Salvatore Riina
- 1974-1993 — Salvatore "Totò u Curtu" Riina — imprigionato a vita nel 1993.
  - Reggente 1993-1995 — Leoluca Bagarella, Bernardo Provenzano — Bagarella imprigionato a vita nel 1995.
- 1995-2006 — Bernardo "Binnu u Tratturi" Provenzano — imprigionato a vita nel 2006.
- 2006-2014 — Rosario Lo Bue tratto in arresto nell'operazione dei carabinieri denominata Grande Passo 3
- 2014-2023 Giovanni Grizzaffi morto nel 2023[27]

### Sottocapo
- c. 1900-1930 — Calogero Lo Bue — diventato capofamiglia nel 1930.
- 1930-1945 — Michele Navarra — diventato capofamiglia nel 1945.
- 1945-1957 — Vincenzo "Mr. Vincent" Collura — assassinato nel 1957.
- 1957-1958 — Luciano "Lucianeddu" Leggio — diventato capofamiglia nel 1958.
- 1958-1974 — Salvatore "Totò u Curtu" Riina — diventato capofamiglia nel 1974.
- 1974-1995 — Bernardo "Binnu u Tratturi" Provenzano — diventato capofamiglia nel 1995.
- 1995-presente — 'Leonardo Verga

### Consigliere
- c. 1900-1965 — Angelo Di Carlo — imprigionato nel 1965.
- 1965-1974 — Bernardo "Binnu u Tratturi" Provenzano — diventato sottocapo nel 1974.
- 1974-1982 — Luciano "Lucianeddu" Leggio — imprigionato nel 1974, rimosso nel 1992, morto nel 1993.
- 1982-2024 — Gaetano "Zio Tano" Riina — imprigionato nel 2014.[28], morto nel 2024[29]